# Barranca (geologie)
Een barranca is een droge relatief brede en diepe greppel, geul of kloof die soms gevuld is met rotsen. Barranca's bevinden zich in vulkanen en kunnen ontstaan door het inzakken van de ondergrond of door uitholling door stromend water.